# Шренява (Мехувский повет)
Шреня́ва (пол. Szreniawa) — село в Польше в сельской гмине Голча Мехувского повета Малопольского воеводства.
Село располагается в 6 км от административного центра гмины села Голча, в 13 км от административного центра повета города Мехув и в 35 км от административного центра воеводства города Краков.
В 1975—1998 годах село входило в состав Краковского воеводства.